# Серебряные струны
«Серебряные струны» — советский историко-биографический фильм режиссёров Павла Кадочникова и Олега Дашкевича. Премьера на широком экране состоялась в январе 1988 года.

## Сюжет
Фильм посвящён биографии создателя первого в России оркестра народных инструментов, исполнителя, композитора, дирижёра, просветителя Василия Андреева.
Увлёкшись в молодости игрой на балалайке, Василий Андреев, родом из состоятельной купеческой семьи, зачастую вызывал насмешки, раздражение и неприятие среди своих родственников и богатых знакомых.

## В ролях
| Актёр                | Роль                           |
| -------------------- | ------------------------------ |
| Александр Галибин    | Василий Васильевич Андреев     |
| Павел Кадочников     | Антип Савельич                 |
| Ирина Малышева       | Вера Владимировна              |
| Елена Соловей        | Софья Михайловна Андреева      |
| Александр Демьяненко | Егор Архипович Суконкин        |
| Наталия Кадочникова  | Анна                           |
| Эрнст Романов        | Николай Владимирович Галкин    |
| Владимир Балашов     | Сеславин                       |
| Игорь Горбачёв       | Александр III                  |
| Галина Филимонова    | пани Ядвига Донатовна          |
| Розалия Котович      | Аглая Андреевна                |
| Олег Летников        | Владимир Львович Семыкин       |
| Валерий Ольшанский   | Владимир, отец Веры            |
| Александр Поляков    | Мики                           |
| Борис Тетерин        | Франц Станиславович Пасербский |
| Вера Титова          | немка-гувернантка              |

## Съёмочная группа
- Авторы сценария: Павел Кадочников, Георгий Смирнов
- Режиссёры-постановщики: Павел Кадочников, Олег Дашкевич
- Оператор-постановщик — Александр Чиров
- Художник-постановщик — Алексей Федотов
- Композитор — Владислав Кладницкий
- Звукооператоры: Евгений Нестеров, Евгений Никульский